# Ophiopsammus aequalis
Ophiopsammus aequalis is een slangster uit de familie Ophiodermatidae.
De wetenschappelijke naam van de soort werd in 1880 gepubliceerd door Theodore Lyman.